# Veselskya
Veselskya es un género de plantas fanerógamas de la familia Brassicaceae. Comprende una especie, Veselskya griffithiana (Boiss.) Opiz. Es nativa de Afganistán.